# Yuanqu
Der Kreis Yuanqu (垣曲县,  Yuánqǔ Xiàn) ist ein Kreis der bezirksfreien Stadt Yuncheng im Süden der chinesischen Provinz Shanxi. Die Fläche beträgt 1.615 Quadratkilometer und die Einwohnerzahl 197.772 (Stand: Zensus 2020). 1999 zählte Yuanqu 219.345 Einwohner.
Die Nordhalle des Erlang-Tempels (Erlang miao beidian 二郎庙北殿) und der Jadekaiser-Tempel von Niandui (Niandui yuhuang miao 埝堆玉皇庙), beide aus der Zeit der Mongolen-Dynastie stehen auf der Liste der Denkmäler der Volksrepublik China.